# Guilherme Toldo
Guilherme Amaral Toldo (ur. 1 września 1992 w Porto Alegre) – brazylijski szermierz specjalizujący się we florecie. W swojej karierze uczestniczył w Igrzyskach Olimpijskich 2012, 2016, 2020 i 2024.
W 2011 roku zdobył brązowe medale indywidualnie i drużynowo na igrzyskach panamerykańskich w Guadalajarze. Następnie zdobywał srebro drużynowo na igrzyskach panamerykańskich w Toronto w 2015 roku i igrzyskach panamerykańskich w Limie w 2019 roku. Ponadto zdobył brązowe medale w turniejach indywidualnym i drużynowym na igrzyskach panamerykańskich w Santiago w 2023 roku.

## Londyn 2012
| Runda       | Przeciwnik     | Państwo           | Wynik |
| ----------- | -------------- | ----------------- | ----- |
| 1/32 finału | Lahoussine Ali | Maroko            | 15:6  |
| 1/16 finału | Race Imboden   | Stany Zjednoczone | 5:15  |